# Mistrzostwa NAIA w Zapasach w 2025
Mistrzostwa NAIA w zapasach rozegrane zostały w Park City w dniach 6-8 mrca 2025 roku. Zawody odbyły się na terenie Hartman Arena. Punkty zdobyło 49 drużyn.

## Wyniki

### Drużynowo
| Kolejność | Szkoła                               | Zespół         |
| --------- | ------------------------------------ | -------------- |
| 1.        | Grand View University                | Vikings        |
| 2.        | Life University                      | Running Eagles |
| 3.        | Southeastern University              | Fire           |
| 4.        | Doane University                     | Tigers         |
| 5.        | Indiana Institute of Technology      | Warriors       |
| 6.        | Embry–Riddle Aeronautical University | Eagles         |
| 7.        | University of Providence             | Argonauts      |
| 8.        | Corban University                    | Warriors       |

### All American

#### 125 lb
| Lp. | Zawodnik       | Szkoła          |
| --- | -------------- | --------------- |
| 1.  | Aden Reeves    | Grand View      |
| 2.  | Gabe Gonzales  | Grand View      |
| 3.  | Brody Gee      | Saint Mary      |
| 4.  | Anthony Hughes | Marian          |
| 5.  | Vonn Fenn      | Southern Oregon |
| 6.  | Allen Calderon | Indiana Tech    |
| 7.  | Trevor Marsman | Cornerstone     |
| 8.  | Angel Banda    | Reinhardt       |

#### 133 lb
| Lp. | Zawodnik         | Szkoła            |
| --- | ---------------- | ----------------- |
| 1.  | Thaddeus Long    | Life              |
| 2.  | Dominic Chavez   | Texas Wesleyan    |
| 3.  | Aaron Lucio      | Southeastern      |
| 4.  | Sean Archuleta   | Arizona Christian |
| 5.  | Luke Rioux       | Indiana Tech      |
| 6.  | Andrew Voiles    | Southeastern      |
| 7.  | Jackson Cockrell | Grand View        |
| 8.  | Izaeah Beavers   | Campbellsville    |

#### 141 lb
| Lp. | Zawodnik           | Szkoła                |
| --- | ------------------ | --------------------- |
| 1.  | Carson Taylor      | Grand View            |
| 2.  | Evan Potter        | Southern Oregon       |
| 3.  | Cade Manion        | Oklahoma City         |
| 4.  | Hartwell Taylor    | Saint Mary            |
| 5.  | Jared Dinh         | Cumberland            |
| 6.  | Kael Brisker       | Southeastern          |
| 7.  | Thomas Williams    | St. Thomas University |
| 8.  | Creighton Baughman | Concordia             |

#### 149 lb
| Lp. | Zawodnik          | Szkoła          |
| --- | ----------------- | --------------- |
| 1.  | Elijah Larsen     | Grand View      |
| 2.  | Hagen Heistand    | Concordia       |
| 3.  | Victor Guzman     | Cumberland      |
| 4.  | Alex Pena         | Wayland Baptist |
| 5.  | Mario De La Torre | Southeastern    |
| 6.  | Nathan Lendt      | Doane           |
| 7.  | Nicholas Yancey   | Campbellsville  |
| 8.  | Bret Minor        | Life            |

#### 157 lb
| Lp. | Zawodnik          | Szkoła                    |
| --- | ----------------- | ------------------------- |
| 1.  | David Rubio       | Corban                    |
| 2.  | Donald Griffin    | Central Methodist         |
| 3.  | Elijah Chacon     | Indiana Tech              |
| 4.  | Steven Villalobos | Life                      |
| 5.  | Hunter Hobbs      | Providence                |
| 6.  | Aden Graves       | Providence                |
| 7.  | Fabian Padilla    | Life                      |
| 8.  | Logan Hancey      | Embry–Riddle Aeronautical |

#### 165 lb
| Lp. | Zawodnik         | Szkoła                    |
| --- | ---------------- | ------------------------- |
| 1.  | Cam Robinson     | Grand View                |
| 2.  | Jonathan Kervin  | Indiana Tech              |
| 3.  | Keller Rock      | Embry–Riddle Aeronautical |
| 4.  | Matt Jenkins     | Reinhardt                 |
| 5.  | Dylan Whitt      | Grand View                |
| 6.  | Anthony Federico | Southeastern              |
| 7.  | Turner Black     | Campbellsville            |
| 8.  | Reese Jones      | Life                      |

#### 174 lb
| Lp. | Zawodnik          | Szkoła                    |
| --- | ----------------- | ------------------------- |
| 1.  | Alex Reynolds     | Grand View                |
| 2.  | Kris Ketchum      | St. Thomas University     |
| 3.  | Shadrick Slone    | Campbellsville            |
| 4.  | Daniil Gorshkov   | Embry–Riddle Aeronautical |
| 5.  | Tre Morrisette    | Life                      |
| 6.  | Francis Morrissey | Missouri Valley           |
| 7.  | Roman Garcia      | Central Methodist         |
| 8.  | Trace Braun       | Southeastern              |

#### 184 lb
| Lp. | Zawodnik            | Szkoła          |
| --- | ------------------- | --------------- |
| 1.  | J.D. Perez          | Life            |
| 2.  | Tyson Beauperthuy   | Doane           |
| 3.  | Kendall Norfleet    | Life            |
| 4.  | Sawyer Hobbs        | Providence      |
| 5.  | William Speight     | Lourdes         |
| 6.  | Isaiah Twait        | Corban          |
| 7.  | Rylin Burns         | MSU Northern    |
| 8.  | Temuujijn Mendbileg | Dakota Wesleyan |

#### 197 lb
| Lp. | Zawodnik                | Szkoła          |
| --- | ----------------------- | --------------- |
| 1.  | Garavous Kouekabakilaho | Grand View      |
| 2.  | Khalil Abdushshakur     | Life            |
| 3.  | Kasten Grape            | Doane           |
| 4.  | Bradley Antesberger     | Doane           |
| 5.  | Asher Ruchti            | Southern Oregon |
| 6.  | Gentry Smit             | Southeastern    |
| 7.  | Elijah Hynes            | Missouri Valley |
| 8.  | Omari Smith             | Oklahoma City   |

#### 285 lb
| Lp. | Zawodnik        | Szkoła                    |
| --- | --------------- | ------------------------- |
| 1.  | Gage Braun      | Southeastern              |
| 2.  | Austin Foye     | Central Methodist         |
| 3.  | Kenneth Copley  | Embry–Riddle Aeronautical |
| 4.  | Braden Morgan   | Friends                   |
| 5.  | Nico Rodriguez  | Eastern Oregon            |
| 6.  | Earnest Johnson | Life                      |
| 7.  | Antonio Garcia  | Corban                    |
| 8.  | Seth Suvak      | Dickinson State           |